# Miðbotnstindur
Miðbotnstindur är en bergstopp i republiken Island. Den ligger i regionen Austurland, 290 km öster om huvudstaden Reykjavík. Toppen på Miðbotnstindur är 760 meter över havet.
Trakten runt Miðbotnstindur består i huvudsak av gräsmarker.